# 眉山专区
眉山专区，四川省已撤销的专区。1950年置。
原属川西行署区，在今四川省中部。辖眉山、彭山、青神、夹江、洪雅、丹棱、名山、蒲江、邛崃、大邑等县。专员公署驻眉山县（今市）。1951年新津县划入；大邑县划归温江专区。1953年撤销，辖县分别划归乐山、温江二专区。 